# Wileńska Chorągiew Harcerzy
Wileńska Chorągiew Harcerzy – była jednostka terytorialna Organizacji Harcerzy Związku Harcerstwa Polskiego.
Działała na terenie Wilna oraz województwa wileńskiego i województwa nowogródzkiego w latach 1921–1939 oraz w czasie II wojny światowej w konspiracji w latach 1939–1944 w ramach Szarych Szeregów ul „Brama” i ul „Lew”. Siedzibą władz Chorągwi było Wilno. Chorągiew tworzyło w 1938 20 hufców.

## Historia
Wileńska Chorągiew Harcerzy powstała w styczniu 1921 z Naczelnej Komendy Harcerskiej na Litwie i Białej Rusi.
Reprezentacje harcerzy z Chorągwi Wileńskiej na zlotach:
- I Narodowy Zlot Harcerzy w Warszawie w 1924 - uczestniczyło 69 harcerzy,
- II Narodowy Zlot Harcerzy w Poznaniu w 1929 - uczestniczyło 148 harcerzy,
- Jubileuszowy Zlot ZHP w Spale w 1935 - uczestniczyło 656 harcerzy.

## Komendanci Wileńskiej Chorągwi Harcerzy
- phm. Wiesław Cywiński (29 stycznia 1921 - wrzesień 1921)
- phm. Kazimierz Protasiewicz (wrzesień 1921 - czerwiec 1922)
- phm. Mieczysław Węgrzecki (czerwiec 1922 - wrzesień 1922)
- Jerzy Niedziałkowski (3 września 1922 - 1 listopada 1922)
- phm. Wiesław Cywiński (1 listopada 1922 - 15 marca 1923)
- prof. Wacław Dziewulski (15 marca 1923 - 12 stycznia 1926)
- phm. Alfred Niwiński (12 stycznia 1926 - 23 września 1926)
- hm. Józef Grzesiak (23 września 1926 - 21 kwietnia 1933)
- hm. Paweł Matusz Puciata (21 kwietnia 1933 - 14 maja 1935
- hm. Józef Grzesiak (23 maja 1935 - 14 września 1936)
- hm. Paweł Matusz Puciata (14 września 1936 - 10 maja 1939)
- hm. Bolesław Pietraszkiewicz (10 maja 1939 - październik 1939)
- hm. Wiktor Szyryński (październik 1939 - maj 1940)
- hm. Józef Grzesiak (lipiec 1941 - lipiec 1944) Komendant harcerzy starszych
- hm. Bolesław Pietraszkiewicz (październik 1941 - lipiec 1944) Komendant harcerzy

## Podległehufce
- Hufiec Wilno I
- Hufiec Wilno II
- Hufiec Wilno III
- Hufiec powiatu wileńsko - trockiego
- Hufiec Baranowicze
- Hufiec Brasław
- Hufiec Dzisna
- Hufiec Lida
- Hufiec Nieśwież
- Hufiec Nowa Wilejka
- Hufiec Nowogródek
- Hufiec Oszmiana
- Hufiec Postawy
- Hufiec Słonim
- Hufiec Podlowski
- Hufiec Stołpce
- Hufiec Święciany
- Hufiec Szczuczyn
- Hufiec Wilejka
- Hufiec Wołożyn

## Statystyki chorągwi
| Rok                 | 1921 | 1922 | 1923 | 1924 | 1925 | 1926 | 1927 | 1928 | 1930 | 1931 | 1932 | 1933 | 1934 | 1935 | 1936 | 1937 | 1938 |
| ------------------- | ---- | ---- | ---- | ---- | ---- | ---- | ---- | ---- | ---- | ---- | ---- | ---- | ---- | ---- | ---- | ---- | ---- |
| Liczba harcerzy     | -    | -    | 397  | -    | 492  | -    | -    | 1200 | -    | 1527 | 2150 | 2300 | 4286 | 3756 | 3931 | -    | 4869 |
| Liczba instruktorów | -    | -    | 5    | -    | 9    | -    | 11   | 12   | 11   | -    | -    | -    | -    | 36   | 43   | 47   | 66   |
| Liczba drużyn       | 10   | 7*   | 8/4  | 5/8  | 12   | 28   | 32   | 41   | 45   | 46   | 49   | 62   | 104  | 90   | 101  | 104  | 125  |
| Liczba hufców       | 2    | 2/0* | -    | -    | -    | -    | -    | 2    | -    | -    | -    | 6    | 10   | 14   | -    | 18   | 20   |

- Rozkazem Przewodniczącego ZHP Jana Mauersbergera z 5 października 1922 nakazano zmniejszyć liczbę harcerzy w drużynach do 40, liczbę drużyn do 6 oraz zlikwidować wszystkie hufce.